# Parafia św. Jana Chrzciciela w Będzinie
Parafia Świętego Jana Chrzciciela w Będzinie – rzymskokatolicka parafia, położona w dekanacie będzińskim, diecezji sosnowieckiej, metropolii częstochowskiej w Polsce. Utworzona w 1957. Obsługiwana jest przez księży Oblatów Świętego Józefa (Józefitów).
Obecnie parafia obejmuje tereny zamieszkane przez około 5 tysięcy wiernych. W rejon kościoła włączone są fragment Śródmieścia i Syberki oraz dzielnica Małobądz

## Historia powstania parafii
W 1952 r., gdy rozpoczęła się historia związana z niniejszą parafią, Będzin przynależał jeszcze do diecezji częstochowskiej. Ówczesne jej władze zleciły ks. Karolowi Kościowowi zorganizowanie nowej parafii, "córki" względem jedynej jednostki Świętej Trójcy. Nie mógł on jednak uzyskać zgody od urzędu miejskiego nawet na zbudowanie prowizorycznej kaplicy, postanowił ją urządzić więc w domu Sióstr Niepokalanego Poczęcia NMP (honoratki) przy ul. Kościuszki 6. Działanie to również zostało powstrzymane przez lokalny okręg partyjny.
W II połowie lat 50. kościół Świętej Trójcy zaczynał przekraczać liczbę 30 tysięcy wiernych, dlatego jej proboszcz, ks. Mieczysław Zawadzki postanowił utworzyć nową parafię dla Małobądza. Wspólnie z biskupem Zdzisławem Golińskim wielokrotnie próbował występować o zgodę do władz państwowych, co szczęśliwie poskutkowało jej erygowaniem 7 maja 1957. 13 października natomiast odczytano w kościele Świętej Trójcy dekret powołujący parafię św. Jana Chrzciciela, a tydzień później odprawiono po raz pierwszy Mszę Świętą dla wiernych przydzielonych do jej obwodu. Na pierwszego administratora parafii wybrano księdza Zygmunta Zaborskiego.
Ksiądz Zaborski miał również za zadanie wybranie patrona. Z pomocą przyszedł mu będzinianin, ks. Stanisław Zdebel, posługujący w Stanach Zjednoczonych wśród Polonii. Zaproponował on, aby powstający kościół parafialny miał za patrona św. Jana Chrzciciela. Modlitwy zanoszone do Boga za wstawiennictwem tego świętego mogły, zdaniem ks. Zdebla, przyspieszyć rozpoczęty w 1952 r. proces beatyfikacyjny sługi Bożego abp. Jana Cieplaka, którego to Jan Chrzciciel był patronem. Co ciekawe, nominacja ks. Zaborskiego na administratora parafii przypadła w setną rocznicę urodzin abp Cieplaka.
Na teren, na którym miała powstać kaplica, wybrano działkę przy ulicy Podjazie. Okazały się one jednak zbyt małe, a ksiądz Zaborski, żeby je uchronić od zabrania przez władze, postawił na niej krzyże i poświęcił. Na jednym umieścił napis: Na pamiątkę 600-lecia wybudowania pierwszego kościoła Świętej Trójcy w Będzinie 1358-1958. Tu stanie kościół pw. Św. Jana Chrzciciela w Będzinie. 30 kwietnia rozpoczęto budowę pierwszej kapliczki, a dzień później odbyło się w niej pierwsze nabożeństwo. Trzeciego dnia po tym władze partyjne zażądały jej zburzenia. Delegatowi biskupa udało się jednak wynegocjować w zamian budowę większej i trwalszej kaplicy.

Pierwszy odpust parafialny odbył się 24 czerwca 1958 roku, jeszcze w małej kapliczce, nazywanej Betlejemką. Urząd miasta wydał jednak tajne dyspozycje jednej z firm budowlanych w celu przeszkodzenia rozpoczętej już budowie nowego budynku, które polegały na przesunięciu płotu dzielącego parafię od sąsiadującej szkoły tak, aby zmniejszyć teren kościelny o 10 m2. Dzień później parafianie rozpoczęli obronę swojego kościoła, ustawiając się w szeregu w celu blokady działań milicji, jednak bezskutecznie. Władze miasta tak powstałym pretekstem unieważniły zezwolenie na budowę, szczęśliwie jednak wyrok ten został cofnięty 16 lipca. Ksiądz Zaborski napisał o tym w kronice parafialnej:
19 lipca 1958 r. położone zostały pierwsze kamienie fundamentalne pod kaplicę, a na drugi dzień poświęcony został kamień węgielny kaplicy.
W międzyczasie jednak biskup częstochowski dokonał przeniesienia księdza na inną parafię oraz mianowania ks. Wacława Wicińskiego nowym administratorem. Uzyskał on zgodę na budowanie nowej kaplicy z pustaków, która była już gotowa na Boże Narodzenie. Następnie parafię objął Kazimierz Szwarlik, już jako proboszcz, potem Stefan Gibała w 1973, a od 1981 r. Stanisław Andrzejewski. Ten ostatni 11 listopada 1983 r. uzyskał zgodę na zbudowanie ostatecznej świątyni, mającej pełnić rolę podstawowego kościoła parafialnego oraz na gromadzenie planów i materiałów, co rozpoczęło nowe prace. 15 kwietnia 1994 r. opiekę nad parafią objęło zgromadzenie Oblatów Świętego Józefa, a probostwo przejął ksiądz Stanisław Barczak OSJ. W tym czasie gotowa była sylwetka kościoła w stanie zamkniętym. Ostatnia Msza w kaplicy odbyła się 24 grudnia 1994 roku, następne przygotowywano w kościele. W dzień odpustu w 1995 roku biskup diecezji sosnowieckiej Adam Śmigielski SDB udzielił błogosławieństwa budowli.
W 2001 r. posługę proboszcza przyjął ksiądz Marek Maziarz OSJ. Sześć lat później wznowiono modlitwę o beatyfikację arcybiskupa Cieplaka w każdą środę. 24 czerwca 2008 roku biskup Śmigielski dokonał konsekracji "nowego" kościoła. W 2013 roku probostwo objął ksiądz Stanisław Kozik OSJ.

## Proboszczowie i administratorzy

### Administratorzy
1. 17 sierpnia 1957-1958 - Ks. Zygmunt Zaborski
2. 1958-1970 - Ks. Wacław Wiciński

### Proboszczowie
1. 1970-1973 - Ks. Kazimierz Szwarlik
2. 1973-1981 - Ks. Stefan Gibała
3. 1981-1994 - Ks. Stanisław Andrzejewski (vel Jędrzejewski)
4. 1994-2001 - Ks. Stanisław Barczak OSJ
5. 2001-2013 - Ks. Marek Maziarz OSJ
6. 2013-teraz - Ks. Stanisław Kozik OSJ[1][3]